# Grenze zwischen Guinea und Guinea-Bissau

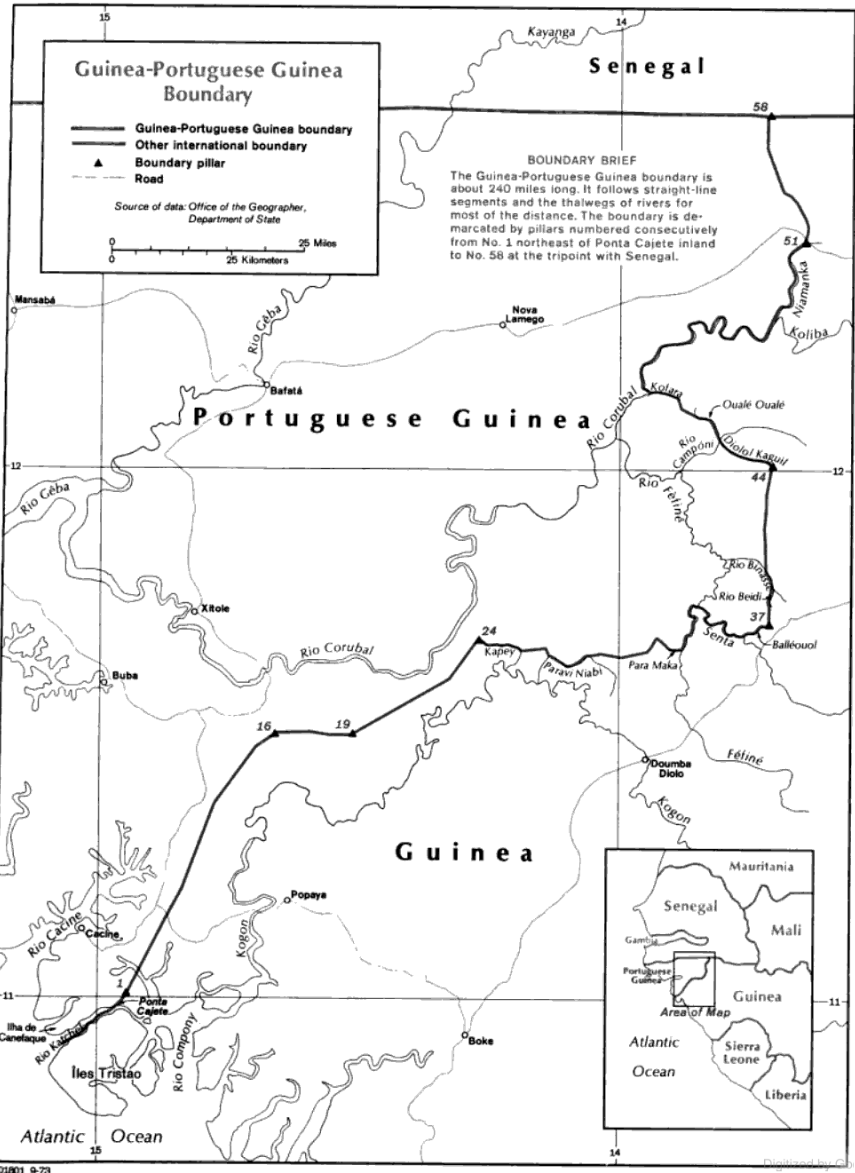
Karte des Grenzverlaufs (Guinea-Bissau noch als Portugese Guinea)

Die Grenze zwischen Guinea und Guinea-Bissau trennt als internationale Land- und Seegrenze diese beiden Staaten. Die Länge der Grenze wird mit 421 km (nach der CIA-Karte „about 240 miles“) angegeben. Sie verläuft vom Atlantischen Ozean zum Dreiländereck mit Senegal.

## Geschichte
Das Gebiet des heutigen Guinea-Bissau wurde von Portugal ab der Mitte des 15. Jahrhunderts erkundet; Bissau wurde 1765 gegründet. Die portugiesische Herrschaft beschränkte sich zunächst auf wenige Niederlassungen, bis 1892 ein Militärbezirk an der Küste geschaffen wurde. Über die Insel Bolama entstand ein Streit mit dem Vereinigten Königreich, der durch einen Schiedsspruch 1870 zugunsten Portugals entschieden wurde. Das Gebiet südlich des Flusses Casamance im südlichen Senegal wurde von Frankreich beansprucht und diesem zugesprochen; Frankreich erkannte im Gegenzug die Grenzen Portugiesisch-Guineas an. Bis zum Staatsstreich in Portugal vom 28. Mai 1926 war der größte Teil von Portugiesisch-Guinea unterworfen. 1951 wurde die Kolonie zur Überseeprovinz. Ab 1961 führte die Unabhängigkeitsbewegung Partido Africano da Independência da Guiné e Cabo Verde (PAICG) einen Befreiungskrieg, der nach der Nelkenrevolution in Portugal 1975 zur Unabhängigkeit von Guinea-Bissau führte.
Frankreich, das die senegalesischen Küstengebiete schon seit dem 17. Jahrhundert zu kolonialisieren begonnen hatte, besetzte die Küste des heutigen Guinea im späten 19. Jahrhundert als Kolonie Rivières du Sud, die 1893 den Namen Guinée française erhielt. Mit dem Wettlauf um Afrika dehnten sich die Interessen der europäischen Mächte um 1880 auch auf das Binnenland aus. In der Folge war Französisch-Guinea Teil von Französisch-Westafrika (AOF). 1958 wurde Guinea, das sich unter Ahmed Sékou Touré weigerte, der Communauté française beizutreten, unabhängig.
Frankreich und Portugal unterzeichneten am 12. Mai 1886 ein Grenzabkommen, das die heutigen Grenzen von Guinea-Bissau mit dem Senegal und Guinea umfasste. Eine gemeinsame Grenzkommission besorgte von 1900 bis 1905 die Vermarkung im Gelände mit 184 Grenzsteinen, davon die Steine 1 bis 58 an der Grenze zu Französisch-Guinea. Der Grenzverlauf wurde durch einen Notenwechsel in den Jahren 1905/1906 bestätigt.

## Grenzverlauf

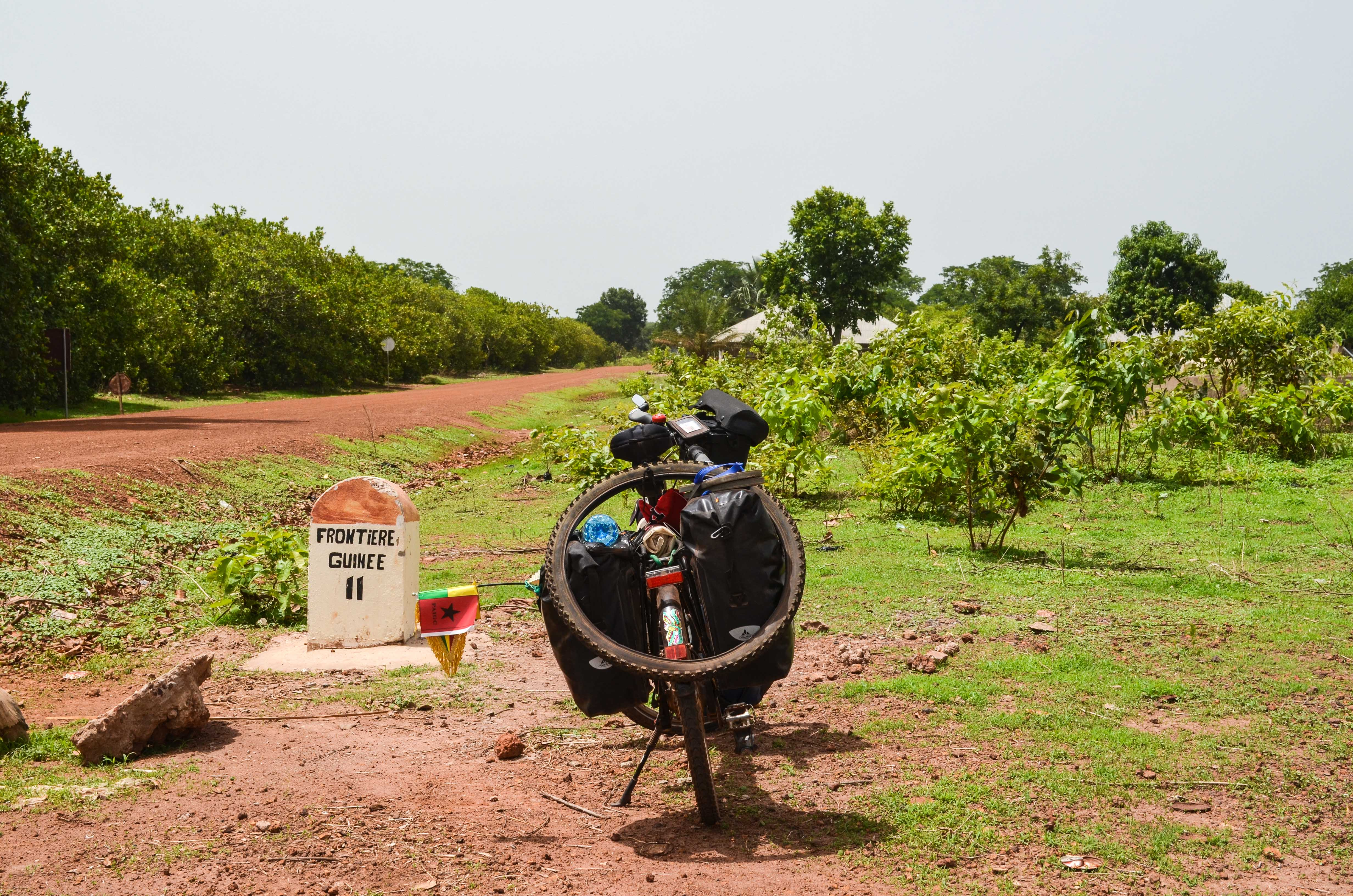
Grenzstein Nr. 11; Standort: 12°19′21,31″ N, 13°56′51,86″ W

Die Grenze verläuft von der Atlantikküste zum Dreiländereck mit Senegal. Sie beginnt im Westen nördlich der zu Guinea gehörenden Tristao-Insel und führt in nordöstlicher Richtung über Land. Südlich von Madina do Boé (Guinea-Bissau) trifft sie auf einen Fluss, dem sie wie auch weiteren Flüssen wie der Feline und der Senta folgt. In der Nähe von Bouto Dougaka in Guinea wendet sie sich nach Norden, bis sie auf den Ouale trifft, dem sie wie dem Rio Corubal nach Osten folgt, bis sie über Land nach Norden zum Dreiländereck mit Senegal (12°40'48"N, 13°42'36"W) beim Grenzstein 58 verläuft.

## Orte in Grenznähe

### Guinea
- Djarga
- Tanene
- Sansalé
- Gobije
- Dabalare
- Kambera
- Bouto Dougaka
- Foulamory
- Kitiara
- Kandika

### Guinea-Bissau

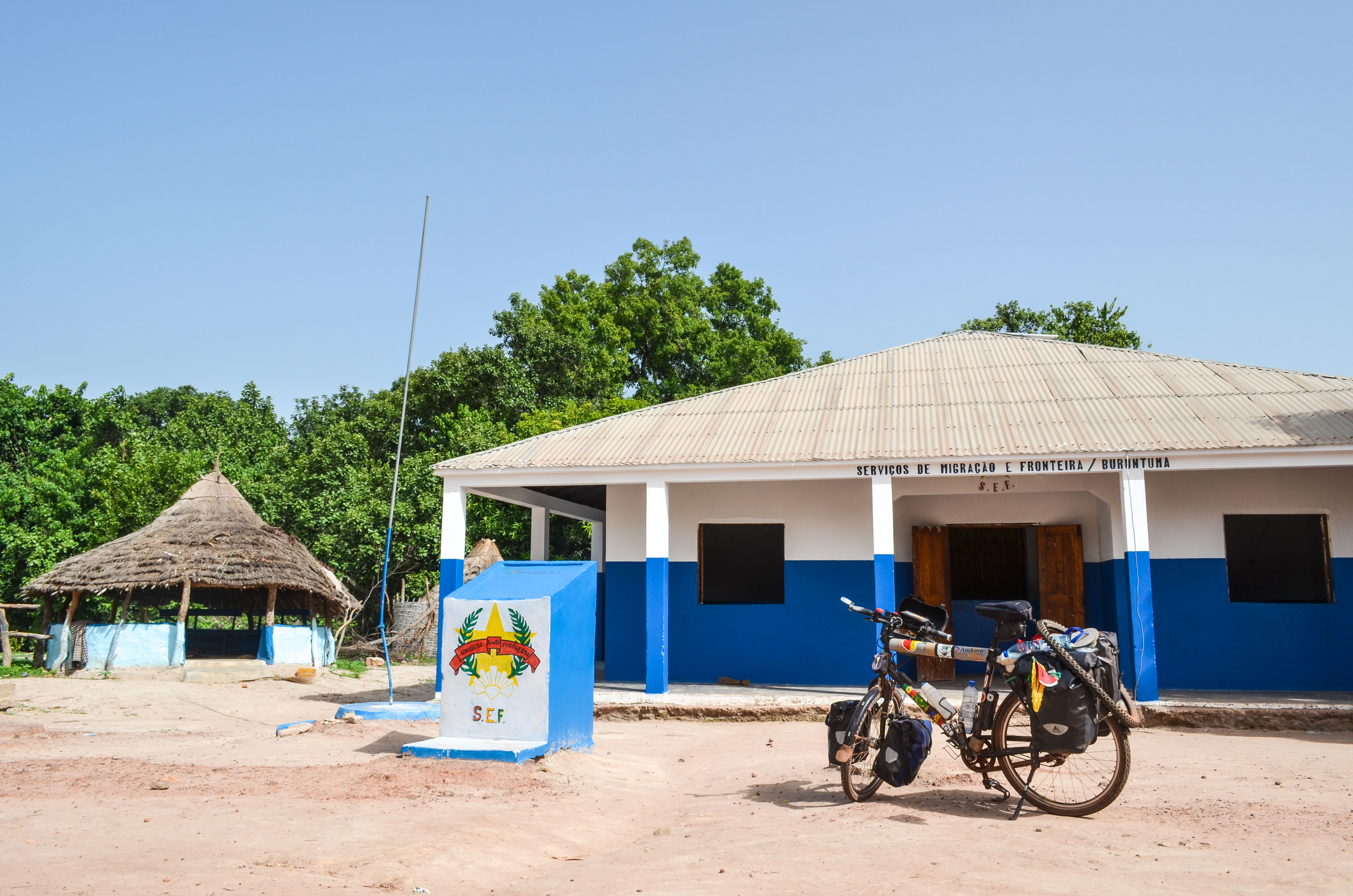
Grenzstation bei Buruntuma (2013)

- Cameconde
- Ganture
- Sangonha
- Contabane
- Madina Dongo
- Colebe
- Vendu Leidi
- Quissem
- Buruntuma